# Vicky Leandros (Album)
Vicky Leandros ist ein Studioalbum der deutsch-griechischen Sängerin Vicky Leandros. Es erschien im Mai 1972 bei Philips und konnte über 250.000 Verkäufe erzielen.

## Hintergrund
Für das Studioalbum Vicky Leandros zeichnete Arno Flor als Orchesterleiter der Studioproduktion verantwortlich. Produziert wurde das Album von Leo Leandros, der unter dem Pseudonym Mario Panas auch einige Stücke komponierte, textete und arrangierte. Ebenso ist auf dem Album mit Dann kamst du die deutsche Version von Après toi enthalten, mit dem sie am 25. März 1972 den Eurovision Song Contest 1972 gewann.

## Titelliste
| Nr.          | Titel                                                                  | Autor(en)                                                              | Produzent(en) | Länge |
| ------------ | ---------------------------------------------------------------------- | ---------------------------------------------------------------------- | ------------- | ----- |
| 1.           | Alles, was ich hab (Originalversion La poupée, le prince et la maison) | Yves Dessca, Mario Panas, Klaus Munro                                  | Leo Leandros  | 3:11  |
| 2.           | Leb dein Leben                                                         | Günter Loose, Melanie Safka                                            | Leo Leandros  | 3:58  |
| 3.           | Hey, Joe McKenzie                                                      | Mario Panas, Klaus Munro                                               | Leo Leandros  | 3:04  |
| 4.           | Love (Coverversion von John Lennon & The Plastic Ono Band)             | John Lennon                                                            | Leo Leandros  | 2:48  |
| 5.           | Ich will frei sein wie der Wind                                        | Mario Panas, Klaus Munro                                               | Leo Leandros  | 3:12  |
| 6.           | Wie konnt' ich wissen                                                  | Mario Panas, Klaus Munro                                               | Leo Leandros  | 3:42  |
| 7.           | Ich hab' die Liebe geseh'n (Coverversion von Mikis Theodorakis)        | Mikis Theodorakis, Ralf Arnie, Sandro Tuminelli, Dimitri Christodoulou | Leo Leandros  | 4:27  |
| 8.           | Dann kamst du (Deutsche Version von Après toi)                         | Yves Dessca, Mario Panas, Klaus Munro                                  | Leo Leandros  | 3:31  |
| 9.           | Ich lebe heut'                                                         | Mario Panas, Klaus Munro                                               | Leo Leandros  | 4:28  |
| 10.          | Augen wie Feuer                                                        | Mario Panas, Klaus Munro                                               | Leo Leandros  | 3:14  |
| 11.          | Der Sommer für uns beide                                               | Mario Panas, Klaus Munro                                               | Leo Leandros  | 2:50  |
| 12.          | Der Zahn unserer Zeit                                                  | Mario Panas, Klaus Munro                                               | Leo Leandros  | 2:29  |
| Gesamtlänge: | Gesamtlänge:                                                           | Gesamtlänge:                                                           | Gesamtlänge:  | 51:28 |

## Rezeption

### Charts und Chartplatzierungen
| ChartsChartplatzierungen | Höchstplatzierung | Monate |
| ------------------------ | ----------------- | ------ |
| Deutschland (GfK)        | 7 (11 Mt.)        | 11     |

| ChartsJahrescharts (1972) | Platzierung |
| ------------------------- | ----------- |
| Deutschland (GfK)         | 28          |

| ChartsJahrescharts (1973) | Platzierung |
| ------------------------- | ----------- |
| Deutschland (GfK)         | 36          |

### Auszeichnungen für Musikverkäufe
| Land/Region        | Auszeichnungen für Musikverkäufe (Land/Region, Auszeichnung, Verkäufe) | Verkäufe |
| ------------------ | ---------------------------------------------------------------------- | -------- |
| Deutschland (BVMI) | Gold                                                                   | 250.000  |
| Insgesamt          | 1× Gold ·                                                              | 250.000  |